# Nationalpark Villarrica
Der Nationalpark Villarrica liegt östlich des gleichnamigen Sees Lago Villarrica im 'Kleinen Süden' Chiles. Er reicht von Pucón bis zur argentinischen Grenze. Dieser älteste Nationalpark Chiles umfasst eine Fläche von 63.000 ha. Er reicht von Araukarien- und Lengawäldern über karge, vulkanisch geprägte Schotterflächen bis zur Gletscherregion und ist in drei Zonen eingeteilt:
Die Zone Rucapillán umfasst den sehr aktiven Vulkan Villarrica (2845 m), der nach Süden stark vergletschert ist und die Hauptattraktion des Nationalparks darstellt. Von Norden wird der Gipfel oft begangen. Die Nationalparkverwaltung duldet eine private Besteigung nur bei geringer vulkanischer Aktivität, entsprechender Gletscher-Ausrüstung und dem Nachweis alpiner Erfahrung. 
Die Zone Quetrupillán umfasst den gleichnamigen, erloschenen Vulkanrumpf (2382 m), der nur eine geringe Vergletscherung aus dem ehemaligen Krater nach S aufweist.
Die Zone Puesco reicht bis zur chilenisch-argentinischen Grenze, wo er im Vulkan Lanín (3776 m) auch seine größte Höhe erreicht.
Der Park grenzt im Osten direkt an den argentinischen Nationalpark Lanín.

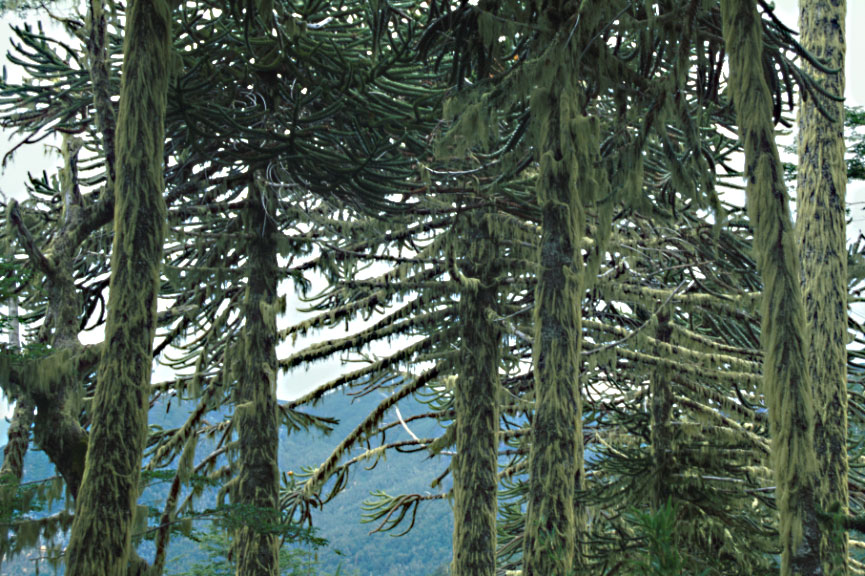
Araukarien in der Zone Quetrupillán
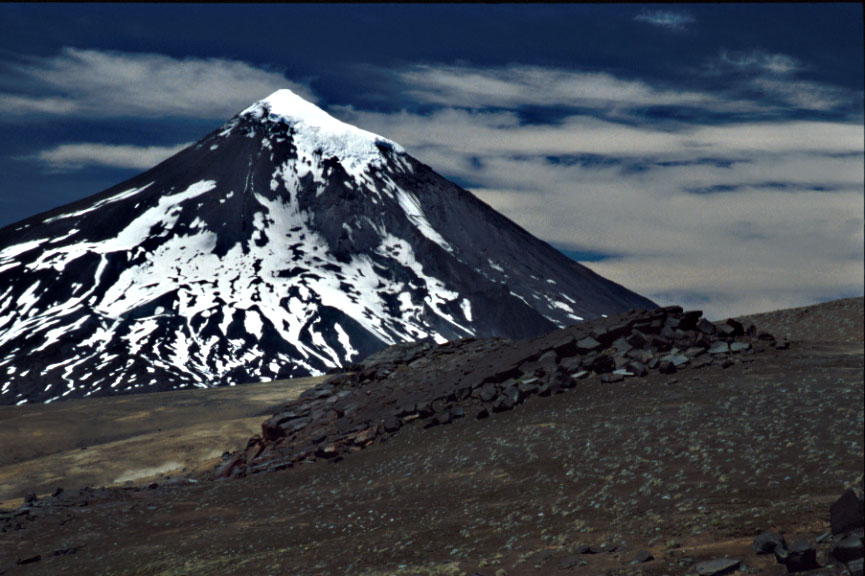
Volcan Lanín aus Nordwesten
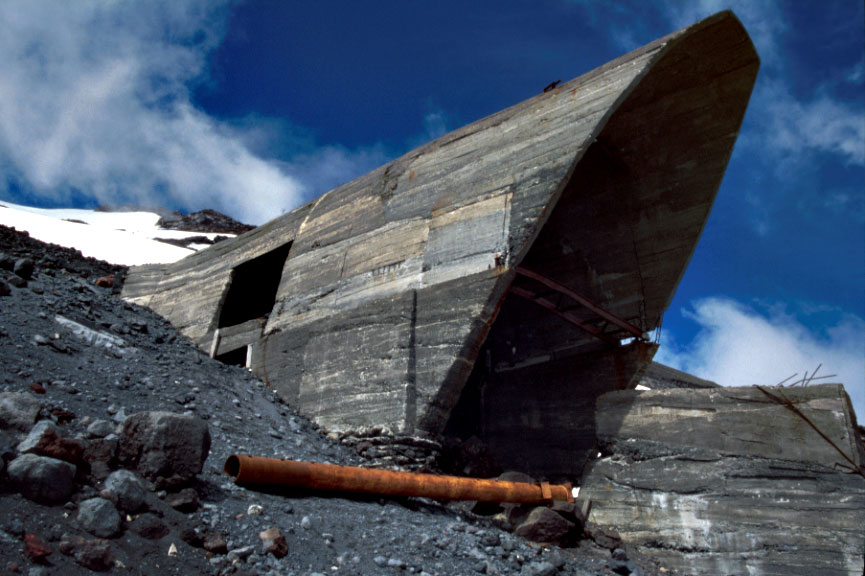
Die zerstörte Seilbahnstation am Normalweg zum Villarrica
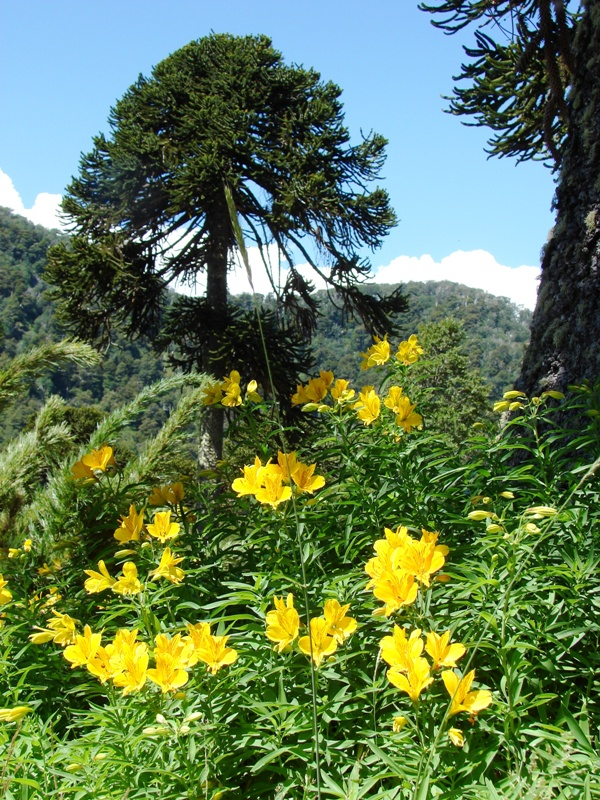
Araukarien und Goldene Inkalilien im Nationalpark